# Josef Záruba-Pfeffermann
Josef Záruba-Pfeffermann (12. března 1869 Praha – 24. května 1938 Starý Smokovec) byl český a československý architekt, politik, člen České strany pokrokové a meziválečný poslanec Revolučního národního shromáždění.

## Biografie
Absolvoval pražskou techniku. V roce 1894 se oženil s Marií Janáčkovou. V letech 1898–1912 pracoval jako civilní inženýr a stavitel v Českých Budějovicích. V roce 1908 si zde postavil rodinný dům U Tří lvů a začal se angažovat v komunální politice. Byl spolupracovníkem Augusta Zátky. V roce 1910 přemístil sídlo své firmy do Prahy.
V letech 1910–1914 byl členem výkonného výboru České strany pokrokové (takzvané realistické strany, blízké T. G. Masarykovi). Od roku 1912 žil v Praze, kde pokračoval v profesní i politické činnosti. Za první světové války byl v domácím protirakouském odboji a finančně podporoval rodinu T. G. Masaryka po jeho emigraci. Profiloval se jako slovakofil. S realistickou stranou se později rozešel.
V letech 1918–1920 zasedal v Revolučním národním shromáždění. Ač Čech, zasedal v parlamentu za slovenský poslanecký klub. Profesí byl autorizovaný civilní inženýr. Byl činný v okruhu listu Česká demokracie a s touto skupinou se po roce 1918 přiklonil k Československé straně socialistické (národně sociální).
Je autorem některých významných staveb. V roce 1909 navrhl budovu české státní školy průmyslové v Českých Budějovicích. Vypracoval projekt elektrárny v Prostějově, budovy Výzkumného ústavu československého průmyslu cukrovarnického, Průmyslové tiskárny na Letné a Státního výzkumného ústavu zemědělského v Praze na Ořechovce a podílel se na projektování vodní nádrže Štěchovice. Ve 30. letech spolupracoval na výstavbě československého pohraničního opevnění. Jeho zájmem kromě toho byla astronomie a byl členem Československé astronomické společnosti. Projektoval dalekohledy a observatoř v Ondřejově.
Jeho syn Quido Záruba (1899–1993) byl inženýrským geologem, syn Libor Záruba (1909–2004) stavitelem přehradních nádrží (vodní nádrž Slapy), zeť Vojtěch Krch (1892–1966) byl architektem, zeť Pavel Bořkovec (1894–1972) hudebním skladatelem.
Zemřel v 24. května 1938 ve Starém Smokovci. Pohřben byl na Bubenečském hřbitově.

## Československá vlajka
Josef Záruba-Pfeffermann byl členem ústavního výboru Národního shromáždění, který měl dne 30. března 1920 vybrat vhodný návrh pro státní vlajku Československa. Současně byl rovněž předkladatelem několika návrhů, které ale nebyly komisí doporučeny.

## Projekční a stavební firma

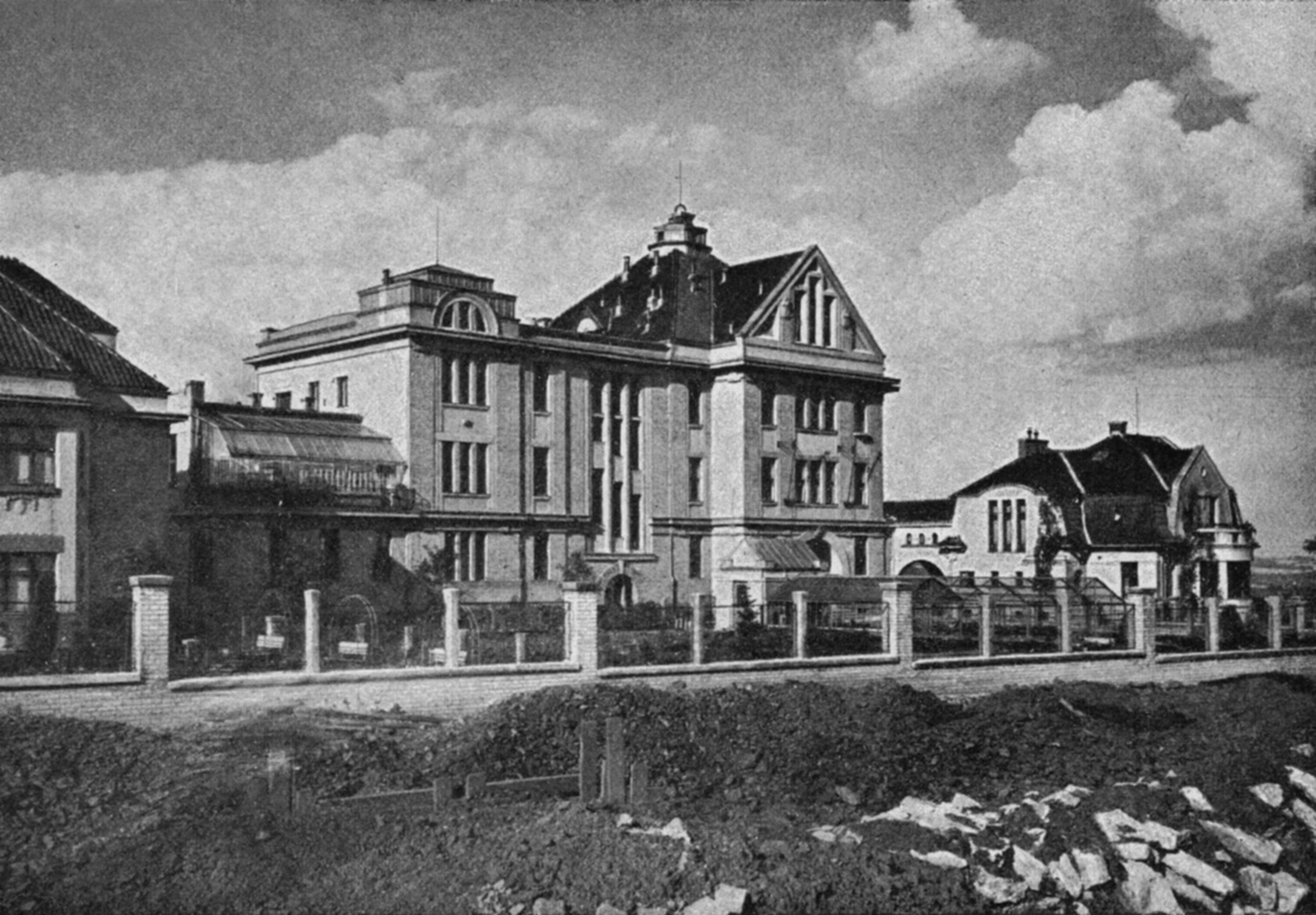
Areál Výzkumného ústavu cukrovarnického v Praze-Střešovicích.

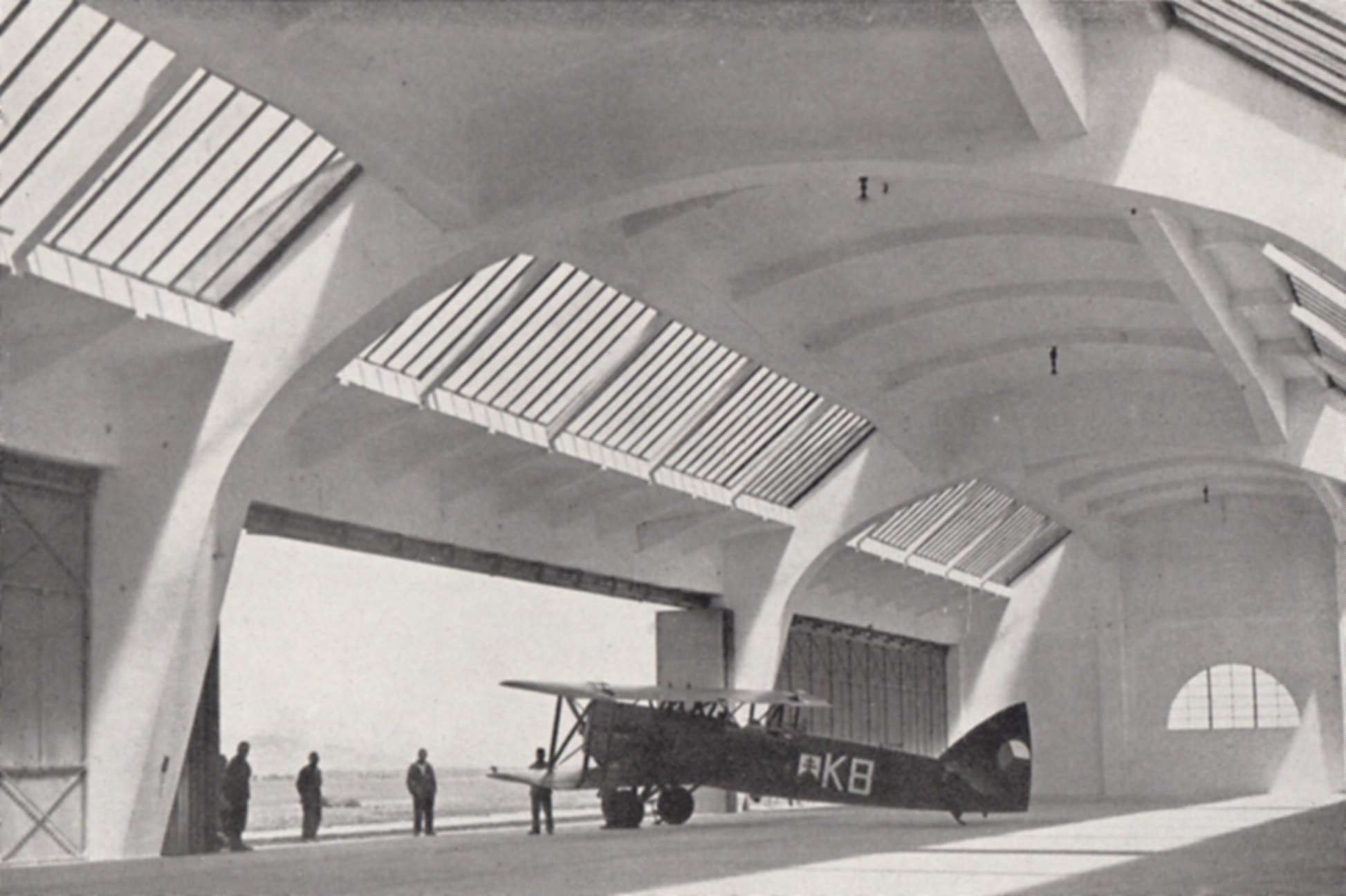
Hangár Vajnory

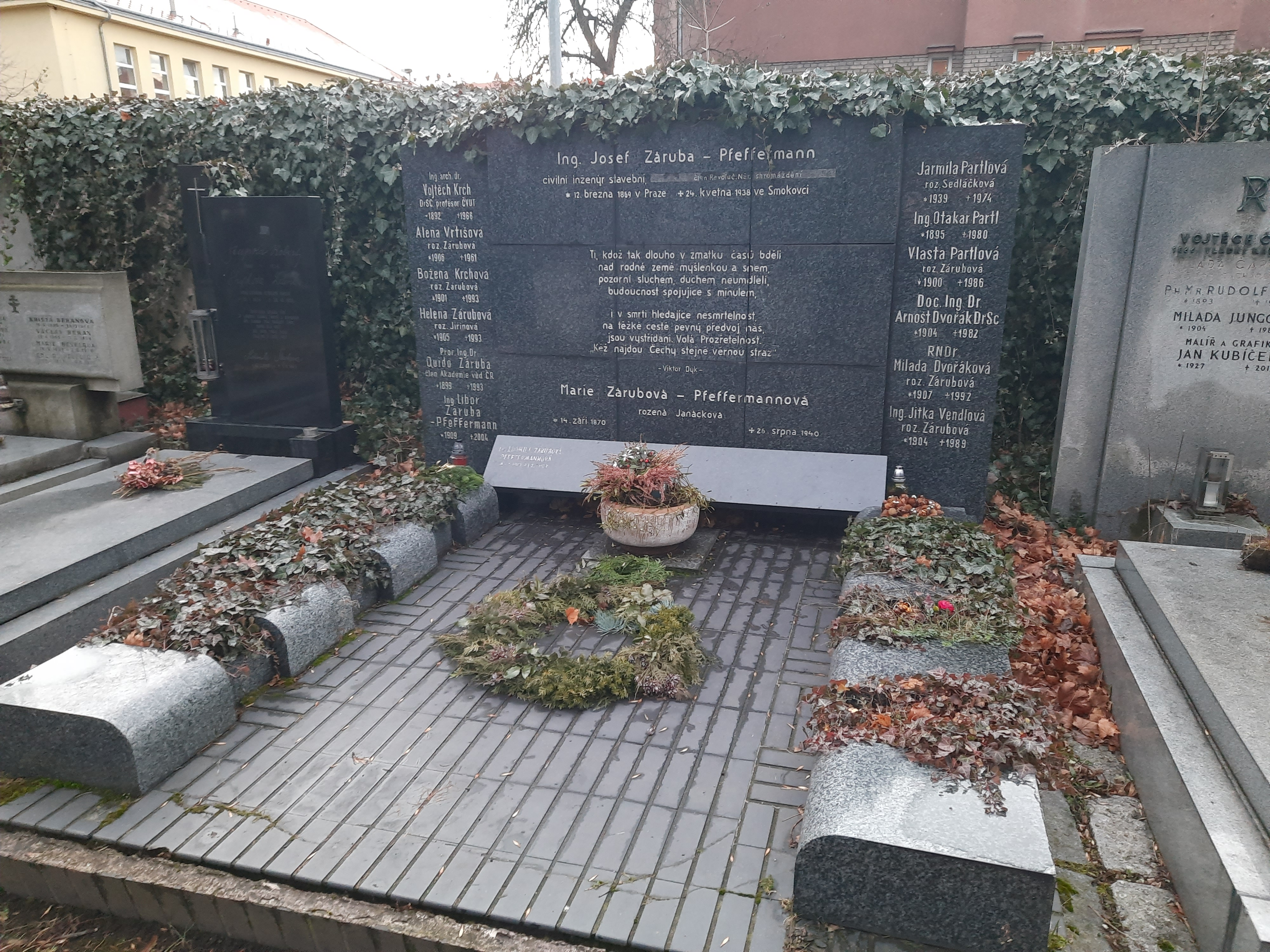
Hrobka rodiny Zárubovy na Bubenečském hřbitově

Projekční a stavební firma Ing. Josef Záruba-Pfeffermann a spol. provedla řadu významných staveb, například:
- 1920–1922 Areál Výzkumného ústavu cukrovarnického Střešovice (dnes sídlo Fyzikálního ústavu Akademie věd České republiky)[13]
- Budova Výzkumného ústavu zemědělského (dnes sídlo Ústavu organické chemie a biochemie AV ČR, v. v. i.)
- letecký hangár ve Vajnorech
- budova Ústředí tabákové režie, Praha, Vinohrady
- IV. úsek železniční dráhy Púchov - Horní Lideč
- 2. úsek železniční dráhy Banská Bystrica - Diviaky včetně stavby několika tunelů
- 7. úsek železniční dráhy Tišnov - Německý Brod[7]

Firma se také podílela na realizaci rozsáhlých staveb, jako byly:
- Sociální ústavy hlavního města Prahy
- Sanatorium Ústřední sociální pojišťovny ve Vyšných Hágách, Slovensko
- Budova Elektrických podniků v Praze 7
- Opevňovací práce pro Ministerstvo národní obrany[7]

Firma projektovala a provedla i různé odvodňovací a kanalizační stavby. Prováděla i průzkumné práce pro první projekt pražské podzemní dráhy.